# Legami di sangue, vincoli d'amore
Legami di sangue, vincoli d'amore (Desperate Choices: To Save My Child) è un film per la televisione statunitense del 1992, diretto da Andy Tennant.
In Italia è stato trasmesso da Canale 5. Grazie al film, alla 14ª edizione degli Young Artist Awards la protagonista Reese Witherspoon è stata candidata come miglior giovane attrice in un film TV; mentre Joseph Mazzello è stato candidato come miglior attore con meno di 10 anni in un film TV.

## Trama
A Cassie, una ragazza che vive felice con il papà, la nuova mamma Mary Ellen e il fratellastro Willy, viene diagnosticata la leucemia. L'unica speranza è un trapianto di midollo, i medici consigliano di prelevarlo da fratello ma essendo cagionevole di salute rischia molto a sottoporsi all'intervento. I genitori si trovano così a dover affrontare una decisione terribile: cercare di salvare Cassie, rischiando di perdere Willy o lasciare Cassie al suo destino.